# Pruitt Taylor Vince
Pruitt Taylor Vince est un acteur américain, né le 5 juillet 1960 à Bâton-Rouge (Louisiane).

## Biographie
Pruitt Taylor Vince est l'un des très rares acteurs à avoir un nystagmus, un trouble du contrôle des mouvements oculaires. Il s'observe dans l'ensemble de ses films, par un mouvement continu de ses yeux.

### Carrière
Au cinéma, il a joué dans les films : Angel Heart, Double Détente, Mississippi Burning, Chien de flic, Sailor et Lula, Bienvenue au Paradis, L'Échelle de Jacob, JFK, Tueurs nés, Dr. Dolittle, The Cell, Simone, Mauvais Piège, Monster, Constantine, Captivity, Dans la brume électrique, Hell Driver, Homefront et Superman.
Il tient des rôles importants dans les films La Légende du pianiste sur l'océan où il joue l'ami de Tim Roth et Identity où il incarne un personnage aux multiples personnalités.
À la télévision, il a fait plusieurs apparitions dans les séries : Deux flics à Miami, Code Quantum, X-Files, Alias, Médium, Les Experts, Dr House, Justified, Bones, The Walking Dead, Hawaii 5-0, Stranger Things, Marvel : Les Agents du SHIELD et Blacklist.
Et il tient des rôles récurrents dans les séries : Deadwood, Mentalist et True Blood.

## Filmographie

### Cinéma
- 1986 : Down by Law : Sous le coup de la loi (Down by Law) de Jim Jarmusch (scènes coupées)
- 1987 : Angel Heart : Aux portes de l'enfer (Angel Heart) d'Alan Parker : inspecteur Deimos
- 1987 : Le Bayou (Shy People) d'Andreï Kontchalovski : Paul
- 1987 : Barfly de Barbet Schroeder : Joe
- 1988 : Double Détente (Red Heat) de Walter Hill : l'employé de nuit
- 1988 : Mississippi Burning d'Alan Parker : Lester Cowens
- 1989 : Chien de flic (K-9) de Rod Daniel : Benny la Mule
- 1989 : Voyageurs sans permis (Homer and Eddie) d'Andreï Kontchalovski : le caissier
- 1990 : Sailor et Lula (Wild at Heart) de David Lynch : Buddy
- 1990 : Visions en direct (Fear) de Rockne S. O'Bannon : Shadow Man
- 1990 : Bienvenue au Paradis (Come See the Paradise) d'Alan Parker : Augie Farrell
- 1990 : L'Échelle de Jacob (Jacob's Ladder) d'Adrian Lyne : Paul
- 1991 : JFK d'Oliver Stone : Lee Bowers
- 1994 : Lune rouge (China Moon) de John Bailey : Daryl Jeeters
- 1994 : L'Or de Curly (City Slickers II: The Legend of Curly's Gold) de Paul Weiland : Bud
- 1994 : Tueurs nés (Natural Born Killers) d'Oliver Stone : le shérif adjoint Warden Kavanaugh
- 1994 : Un homme presque parfait (Nobody's Fool) de Robert Benton : Rub Squeers
- 1995 : Heavy de James Mangold : Victor Modino
- 1995 : Paradis d'enfer (Under the Hula Moon) de Jeff Celentano : Bob
- 1996 : Femmes de rêve (Beautiful Girls) de Ted Demme : Stanley « Stinky » Womack
- 1996 : The Cottonwood de Steven Feder : Mark Salli
- 1997 : The End of Violence de Wim Wenders : Frank Cray
- 1997 : Escape (A Further Gesture) de Robert Dornhelm : Scott
- 1997 : Cold Around the Heart de John Ridley : Johnny « Cokebottles » Costello
- 1998 : Dr. Dolittle (Doctor Dolittle) de Betty Thomas : un patient (non crédité)
- 1998 : Love from Ground Zero (en) de Stephen Grynberg : Walter
- 1998 : La Légende du pianiste sur l'océan (La Leggenda del pianista sull'oceano) de Giuseppe Tornatore : Max Tooney
- 1999 : Mumford de Lawrence Kasdan : Henry A. Follett
- 2000 : Nurse Betty de Neil LaBute : le shérif Eldon Ballard
- 2000 : The Cell de Tarsem Singh : Dr Reid
- 2001 : Mental Hygiene de Lori Silverbush : M. Adams (court métrage)
- 2002 : 13 Moons d'Alexandre Rockwell : Owen
- 2002 : Rebellion d'Ivan Sergei : Vito
- 2002 : S1m0ne d'Andrew Niccol : Max Sayer
- 2002 : Mauvais Piège (Trapped) de Luis Mandoki : Marvin
- 2003 : Identity de James Mangold : Malcolm Rivers
- 2003 : Monster de Patty Jenkins : Gene / Stuttering « John »
- 2005 : Constantine de Francis Lawrence : le père Hennessy
- 2005 : Sexy à mort (Drop Dead Sexy) de Michael Philip : Spider
- 2007 : Le Cœur à vif (When a Man Falls in the Forest) de Ryan Eslinger : Travis
- 2007 : Captivity de Roland Joffé : Ben Dexter
- 2008 : Echo (The Echo) de Yam Laranas : Joseph
- 2009 : Le Parfum du succès (en) (The Smell of Success) de Michael Polish : Cleveland Clod
- 2009 : Dans la brume électrique (In the Electric Mist) de Bertrand Tavernier : Lou Girard
- 2009 : Don McKay (en) de Jake Goldberger : Mel
- 2009 : Escroc(s) en herbe (Leaves of Grass) de Tim Blake Nelson : Big Joe Sharpe
- 2011 : Hold-Up$ (Flypaper) de Rob Minkoff : Jelly
- 2011 : Cameraman de Robert Foster : Jerry
- 2011 : Hell Driver (Drive Angry) de Patrick Lussier : Roy
- 2011 : Folie meurtrière (On the Inside) de D. W. Brown (en) : Ben Marshal
- 2011 : La Famille Pickler (Butter) de Jim Field Smith : Ned Eaten
- 2011 : Le Monstre du marais (Creature) de Fred Andrews : Grover
- 2012 : Mysterious Island de Mark Sheppard : Gideon Spilett
- 2012 : Bending the Rules d'Artie Mandelberg : Happy
- 2012 : Kidnapping (Brake) de Gabe Torres : le conducteur / le chef terroriste (voix)
- 2012 : The Grief Tourist (en) de Suri Krishnamma : Carl Marznap
- 2013 : Sublimes Créatures (Beautiful Creatures) de Richard LaGravenese : M. Lee
- 2013 : Broken Blood de Derek Wayne Johnson : Earl Wayne
- 2013 : Homefront de Gary Fleder : Werks
- 2014 : 13 Sins de Daniel Stamm : Vogler
- 2014 : 59 Seconds de Benedict Dorsey : Robert
- 2015 : The Devil's Candy de Sean Byrne : Ray
- 2018 : Gotti de Kevin Connolly : Angelo Ruggiero
- 2018 : Bird Box de Susanne Bier : Rick
- 2021 : Crime Story de Adam Lipsius : Tommy

- 2025 : Superman de James Gunn : Jonathan Kent

### Télévision

#### Téléfilms
- 1989 : I Know My First Name Is Steven de Larry Elikann : Irving Murphy
- 1991 : Sweet Poison de Brian Grant : Coyle
- 1991 : Dead in the Water de Bill Condon : Lou Rescetti
- 1992 : Union mortelle (Till Death Us Do Part) de Yves Simoneau : Michael Brockington
- 1997 : Puzzle criminel (Night Sins) de Robert Allan Ackerman : Olie Swain
- 2003 : L.A. Confidential d'Eric Laneuville : Sid Hudgens

#### Séries télévisées
- 1988 : Deux flics à Miami (Miami Vice) : Cruz (saison 5, épisode 4)
- 1990 : Dans la chaleur de la nuit (In the Heat of the Night) : Leonard Grissom (saison 4, épisode 4)
- 1992 : Code Quantum (Quantum Leap) : Hank Pilcher (saison 4, épisode 19)
- 1993 : Les Sœurs Reed (Sisters) : Joe Abruzzia (saison 3, épisode 16)
- 1995 : Chicago Hope : La Vie à tout prix (Chicago Hope) : Walter Platt (saison 1, épisode 12)
- 1995 : The Marshall : Two-Cats (saison 2, épisode 1)
- 1995 : Highlander : Mikey (saison 4, épisode 3)
- 1996 : X-Files : Aux frontières du réel (X-Files) : Gerry Schnauz (saison 4, épisode 4 : Les Hurleurs)
- 1997 : Murder One: Diary of a Serial Killer : Clifford Banks (mini-série)
- 1997 : Murder One : Clifford Banks (6 épisodes)
- 2001 : Gideon's Crossing : James Tooley (saison 1, épisode 7)
- 2001 : Les Voleurs (Thieves) : Roy Lichter (saison 1, épisode 2)
- 2003 : FBI : Opérations secrètes (The Handler) : Sergei / Ray (saison 1, épisode 1)
- 2003 : Alias : Campbell / Schapker (saison 3, épisode 8)
- 2004 : Les Forces du mal (Touching Evil) : Cyril Kemp (5 épisodes)
- 2004 : Les Experts (CSI: Crime Scene Investigation) : Marty Gleason (saison 5, épisode 5)
- 2005-2006 : Deadwood : Mose Manuel (10 épisodes)
- 2006 : Dr House (House M.D.) : George (saison 3, épisode 6 : Que sera sera)
- 2008 : La Loi de Canterbury (Canterbury's Law) : Louis Minot (saison 1, épisode 2)
- 2009 : Médium (Medium) : Peter Winant (saison 6, épisode 1)
- 2010 : Infamous : le patriarche (3 épisodes)
- 2010 : Memphis Beat : Martin Matthews (saison 1, épisode 10)
- 2010-2014 : Mentalist (The Mentalist) : J. J. LaRoche (13 épisodes)
- 2011 : The Cape : Goggles (saison 1, épisode 6)
- 2011 : The Walking Dead : Otis (3 épisodes, saison 2)
- 2012 : Justified : Glen Vogel (saison 3, épisode 3)
- 2012 : Bones : Haze Jackson (saison 7, épisode 7)
- 2012 : Hawaii 5-0 (Hawaii Five-0) : Richard Branch (saison 2, épisode 20)
- 2013 : True Blood : Dr Finn (5 épisodes)
- 2014 : Those Who Kill : Ricky Isles (saison 1, épisode 6)
- 2015 : Heroes Reborn : Casper Abraham (7 épisodes)
- 2017 : Stranger Things : Ray Caroll (2 épisodes)
- 2017-2018 : Marvel : Les Agents du SHIELD : Grill (4 épisodes)
- 2018 : Blacklist : Lawrence Dean Devlin (2 épisodes)

## Voix françaises
En France, Paul Borne,, est la voix française régulière de Pruitt Taylor Vince.
En France
| - Paul Borne, dans : - Mentalist (série télévisée) - The Walking Dead (série télévisée) - Escroc(s) en herbe - Folie meurtrière - Justified (série télévisée) - 13 Sins - Heroes Reborn (mini-série) - Marvel : Les Agents du SHIELD (série télévisée) - Gotti - Superman - Antoine Tomé dans : - Mauvais Piège - Identity - Constantine - Crime Story (en) - Vincent Grass dans : - Double Détente - Hell Driver - True Blood (série télévisée) - Pascal Casanova dans : - Monster - Le Parfum du succès (en) - La Voix du lac (mini-série) - Patrick Préjean dans (les séries télévisées) : - Deadwood - Dr House - Médium | - Alain Flick (*1949 - 2024) dans : - Mississippi Burning - Alias (série télévisée) - Marc Alfos (*1956 - 2012) dans (les séries télévisées) : - Murder One - Les Forces du mal et aussi - Michel Vigné dans Sailor et Lula - Jean-Pierre Leroux dans L'Échelle de Jacob - Gilbert Lévy dans JFK - Jean-Loup Horwitz dans The End of Violence - Luc Florian (*1951 - 2023) dans L'Or de Curly - Bernard-Pierre Donnadieu (*1949 - 2010) dans Un homme presque parfait - Philippe Peythieu dans Under the Hula Moon (en) - Gérard Surugue dans Beautiful Girls - Richard Leblond (*1944 - 2018) dans Simone - Martin Spinhayer dans La Loi de Canterbury (série télévisée) - Patrick Bonnel dans Dans la brume électrique - Gérard Darier dans The Cape (série télévisée) - Jean-François Aupied dans Justified (série télévisée) - Achille Orsoni (*1952 - 2019) dans Bones (série télévisée) - Sylvain Lemarié (*1952 - 2023) dans Sublimes Créatures - Yann Guillemot dans Those Who Kill (série télévisée) - Hervé Caradec dans Stranger Things (série télévisée) - Jacques Bouanich dans Blacklist (série télévisée) - Serge Blumenthal dans Bird Box |